# Suzy (Aisne)
Suzy é uma ex-comuna francesa na região administrativa de Altos da França, no departamento de Aisne. Em 1 de janeiro de 2019, ela foi inserida no território da nova comuna de Cessières-Suzy.